# Contea di Huai'an
La contea di Huai'an (怀安县S, Huái'ān XiànP) è una contea della Cina, situata nella provincia di Hebei e amministrata dalla prefettura di Zhangjiakou.